# Gerrit Noordzij
Gerrit Noordzij (* 2. April 1931 in Rotterdam; † 17. März 2022) war ein niederländischer Schriftgestalter, Typograf und von 1960 bis 1990 Dozent für Schriftgestaltung an der Koninklijke Academie van Beeldende Kunsten in Den Haag.

## Leben und Werk
Noordzij absolvierte zunächst eine Buchbinderlehre und arbeitete in diesem Beruf in den Niederlanden und in Deutschland. 1954 kontaktierte er den Verleger Alexandre A.M. Stols, der  die Gestaltung von acht Buchumschlägen bei Noordzij in Auftrag gab.
Nach einer kurzen Karriere als hauptberuflicher Designer, wurde Noordzij 1960 als Dozent im Programm für Schriftgestaltung im Grafikdesign-Department an der königlichen Akademie in Den Haag eingestellt, dessen Vorsitz er 1970 übernahm.
Neben seiner Lehrtätigkeit arbeitete Noordzij weiterhin als Designer, vor allem für Buchumschläge – meist unter Verwendung seiner eigenen Schriften. Er betätigte sich ebenfalls als Autor. In letzterem Beruf veröffentlichte er 1982 sein berühmtestes Werk, The stroke of the pen – eine Theorie der Schrift, die in Kombination mit seiner Lehrtätigkeit die folgende Generation von Schriftgestalterinnen und -gestaltern prägen sollte.

## The stroke of the pen
Aufbauend auf sein theoretisches Werk, welches er in der Broschüre The stroke of the pen: fundamental aspects of western writing vorstellte, entwickelte Noordzij seine eigene Lehrmethode, die in seinen Kursen an der KABK Anwendung fand. Noordzij leitet die Buchstabenformen des geschriebenen Wortes in seiner Theorie von den Kontrastmodellen der beiden traditionellen Schreibwerkzeuge her: Breit- und Spitzfeder. Diese erzeugen beim Schreiben verschiedene Arten von Kontrast. Noordzij nennt diese Kontrast durch Parallelverschiebung (englisch: translation). Er entsteht durch die Breitfeder. Und Kontrast durch Ausdehnung (englisch: Expansion), der durch die Spitzfeder entsteht. Beide Schreibgeräte hinterlassen dabei beim Akt des Schreibens unterschiedliche Spuren auf dem Papier und haben somit verschiedene Buchstabenformen zur Folge.
Obwohl sich Noordzijs Theorie vor allem auf das Schreiben beruft, stellt dies für ihn keinen Widerspruch in seiner Anwendung für gedruckte Buchstaben dar. Für Noordzij ist Typografie „Schreiben mit vorgefertigten Buchstaben“.

## Auszeichnungen, Ehrungen
- 1996: Gerrit Noordzij Preis, der nach ihm benannt ist und ihn zum ersten Preisträger hat[5]
- 2013: TDC Medal (Type Directors Club, New York)[6]

## Veröffentlichungen
- The stroke of the pen: fundamental aspects of western writing. Koninklijke Academie van Beeldende Kunsten, Den Haag, 1982.
- Das Kind und die Schrift. Aus Rede und Diskussion 6, Typographische Gesellschaft München, 1985.
- The stroke. De Buitenkant, Den Haag 2019, ISBN 978-94-90913-90-8.